# Rangers Women's Football Club
El Rangers Women's Football Club es un club de fútbol femenino escocés que juega en la Scottish Women's Premier League, máxima división del fútbol femenino en Escocia. El equipo es la sección femenina de Rangers FC en Glasgow.

## Historia
Paisley City Ladies FC, anteriormente Arthurlie Ladies FC, se fundó a principios de la temporada 1999-00. El club empezó en la división más baja, la tercera. En 2001-02 jugaron en la División 1 (segunda división en Escocia) y permanecieron allí hasta 2008. En la temporada 2007-08 la institución sufrió problemas económicos y empezaró a buscar una afiliación con otro club.
En 2008, el Rangers masculino decidió seguir el ejemplo de otros clubes como el Celtic, el Hibernian y el Aberdeen en el desarrollo de una sección femenina. Así nació el Rangers Ladies Football Club. La formación del equipo se hizo realidad al asociarse con el Paisley City Ladies. El exentrenador de la academia juvenil de los Rangers, Drew Todd, fue contratado para entrenar al equipo. La futbolista de la selección femenina de Escocia, Jayne Sommerville, fue fichada como la primera capitana del nuevo equipo.
Rangers ganó la Scottish Women's First Division (antigua tercera división) en su temporada debut. También llegaron a la final de la Copa Femenina de Escocia, pero perdieron 5-0 ante el Glasgow City. Fue el primer equipo de una categoría inferior en alcanzar la final de esta copa.
En 2010, el club llegó a la final de la Copa de nuevo, pero fue derrotado por 2-1 por el Hibernian.
En mayo de 2011, Alana Marshall convirtió en la primera jugadora de los Rangers en ser convocada a la selección absoluta de Escocia.
En febrero de 2012, The Herald informó que la crisis financiera que afectaba a los Rangers también amenazaba la existencia de la sección femenina del club. El equipo continuó operando y terminó la temporada 2014 de la SWPL con un segundo puesto, el mejor resultado del club hasta ahora.
De cara a la temporada 2018, el club cambió su nombre oficial a Rangers Women's Football Club.